# Manot (Charente)
Manot település Franciaországban, Charente megyében. Lakosainak száma 548 fő (2022. január 1.). Manot Ambernac, Ansac-sur-Vienne, Chirac, Exideuil-sur-Vienne, Saint-Maurice-des-Lions és Terres-de-Haute-Charente községekkel határos.

## Népesség
A település népességének változása:
| Lakosok száma | 681  | 590  | 584  | 589  | 588  | 576  | 550  | 540  | 535  | 548  |
|               | 1968 | 1982 | 1990 | 2006 | 2013 | 2015 | 2017 | 2019 | 2020 | 2022 |